# Emosi Baleinuku
Emosi Baleinuku (2 april 1975) is een voormalige Fijisch voetballer die bij voorkeur als middenvelder speelde.   
Op 7 juni 1997 in de thuiswedstrijd tegen Nieuw-Zeeland maakte Baleinuku zijn debuut voor het Fijisch voetbalelftal. Hij speelde de hele wedstrijd mee, de wedstrijd ging voor Fiji verloren met 0-1. Hij heeft 21 wedstrijden gespeeld en 1 doelpunt gescoord voor zijn nationale ploeg. Hij maakte deel uit van de selectie voor het voetbaltoernooi op de Beker van Melanesië in 2000. Fiji won de Melanesië Cup voor de vijfde keer.
Baleinuku beëindigde zijn voetbalcarrière in 2010.

## Erelijst
| Nationaal           |    |      |
| Beker van Melanesië | 1x | 2000 |